# Emergency Action Message
Eine Emergency Action Message (EAM) ist eine über das High Frequency Global Communications System versendete chiffrierte Kurznachricht, mit welcher die Streitkräfte der Vereinigten Staaten den von der National Command Authority angeordneten Einsatz von Kernwaffen befehlen.